# Palais 12
 (janvier 2020).
Si vous disposez d'ouvrages ou d'articles de référence ou si vous connaissez des sites web de qualité traitant du thème abordé ici, merci de compléter l'article en donnant les références utiles à sa vérifiabilité et en les liant à la section « Notes et références ».
Le Palais 12 (en néerlandais : Paleis 12), actuellement parrainé sous le nom d'ING Arena, est une salle multifonctionnelle appartenant aux Palais des expositions de Bruxelles, située sur le plateau du Heysel. Inauguré en 1989 puis rénové en profondeur en 2013, il offre une capacité maximale de 18 000 spectateurs, ce qui en fait la plus grande salle de spectacle de Bruxelles.

## Histoire

### Origines
En mai 1988, commence la construction du Palais 12 avec la pose de sa première pierre. 
Prévu pour être achevé en neuf mois, cet édifice de 9 150 mètres carrés est conçu pour répondre à la fréquentation croissante des autres palais d’exposition du plateau du Heysel et accroître la capacité d’accueil du site.
L'initiative de la construction du Palais, portée par Jacques Castiau et l'ASBL Parc des Expositions, est entièrement autofinancée, sans subventions publiques.
Dès juin 1988, le Palais est entièrement réservé pour les 150 premiers jours suivant son ouverture, prévue au printemps 1989.

### Rénovation
En 2013, après un an de travaux, le Palais 12 modernisé rouvre ses portes. Intégrée au projet plus large du plateau du Heysel, baptisé Neo, la rénovation est entièrement financée par la commune de la Ville de Bruxelles, à hauteur de 21 millions d'euros, avec en outre un régime fiscal allégé accordé à la salle. 
Le nouveau Palais 12 est inauguré le 13 septembre 2013 par un concert gratuit du cover band The Australian Pink Floyd,, joué à guichets fermés.
En septembre 2023, le Palais 12 prend le nom d'ING Arena, dans le cadre d'un partenariat avec la banque ING.

## Architecture et aménagements
Salle polyvalente, le Palais 12 présente, dans sa conception initiale, un toit polyédrique constitué de triangles en plaques de bois collées. 
Relié au Palais 11 voisin par une passerelle couverte, il possède un toit s'élevant à seulement quelques mètres du sol et reposant sur des pieux en béton extérieurs, ce qui permet de libérer l'espace intérieur de toute colonne ou pilier.
Consacrant 4 millions d'euros à l'amélioration de l'acoustique, la rénovation de 2013 porte la capacité du Palais 12 à 18 000 spectateurs, faisant de lui la plus grande salle de concert de Bruxelles devant Forest National.
La nouvelle salle est conçue pour accueillir une large variété d'événements, allant des foires et salons aux conventions et congrès, aux spectacles culturels et sportifs.

## Événements

### Compétitions sportives
Les 24 et 25 octobre 2015, se déroulent les deux manches des demi-finales du Championnat du monde de League of Legends.
Du 15 au 17 septembre 2017, se tiennent les demi-finales de la Coupe Davis entre la Belgique et l'Australie.
Du 25 août au 3 septembre 2023, 25 matchs du championnat d'Europe de volley féminin s'y déroulent, incluant la finale.
Brussels Basketball
Depuis 2017, l'équipe masculine de première division belge, Brussels Basketball, dispute ponctuellement au Palais 12 des rencontres de championnat à caractère événementiel, attirant un public bien plus large que dans sa salle habituelle. Ces matchs, organisés à plusieurs mois d'intervalle, se répètent en 2018 et 2019.
En raison des restrictions liées au Covid-19, le Palais 12 est totalement à l'arrêt en 2020 ; le club y déménage temporairement entre décembre 2020 et mars 2021 pour y jouer tous ses matchs officiels à huis clos. Pour le début de la saison 2021-2022, quelques rencontres y sont encore organisées, avant un retour à un rythme plus espacé, avec un match en 2022, 2023 et 2024.

### Cinéma
Le 30 octobre 2015, la version originale de 1972 du Parrain est projetée sur grand écran, accompagnée d'un concert philharmonique.

### Concerts
- Concerts de Muse, du 12 au 16 mars 2016.
- Concerts de Johnny Hallyday, le 20 novembre 2015[44] et les 26 et 27 mars 2016[45]
- FCKNYE Festival, chaque année durant le réveillon du nouvel an.
- Concert Indochine - 13 Tour  (Les17-18/03/2018 et 03-04/11/2018)
- Soy Luna Live, concert des acteurs de la série Soy Luna, le 9 avril 2018
- Concerts de Nicki Minaj, les 22 mars 2015 et 6 mars 2019
- Concerts d’Angèle, le 21 janvier 2020
- Concert de Damso, le 10 décembre 2022
- Finale de l’Eurosong 2023 le 14 Janvier 2023, émission de présélection pour le représentant de la Belgique au Concours Eurovision de la chanson en 2023.
- Concert d'Aya Nakamura, le 19 octobre 2023
- Concert de Zola, le 11 novembre 2023
- Concert d'Hamza, le 16 novembre 2023
- Concert de Fally Ipupa, le 16 décembre 2023
- Concert de PLK, le 24 février 2024
- Concerts de Dadju & Tayc, les 12,13 et 14 novembre 2024.
- Concert de Luidji, le 15 novembre 2024.
- Concert de Sabrina Carpenter, le 22 mars 2025.
- Concerts de la Star Academy Tour, les 28 et 29 mars 2025.
- Concert de Ferre Gola le 07 juin 2025.